# Fluorid inditý
Fluorid inditý je anorganická sloučenina s chemickým vzorcem InF3.

## Příprava
Fluorid inditý lze vyrábět pyrolýzou hexafluoroinditanu amonného pod proudem fluoru:
(NH4)3[InF6] → InF3 + 3 NH4F
Možná je také příprava reakcí oxidu inditého s fluorem:
2 In2O3 + 6 F2 → 4 InF3 + 3 O2
nebo reakcí chloridu inditého s fluorovodíkem při 100 °C:
InCl3 + 3 HF → 3 HCl + InF3

## Vlastnosti
Fluorid inditý je bílá pevná látka, která je odolná vůči studené i teplé vodě. Ve vroucí vodě hydrolyzuje na oxyfluorid inditý. Fluorid inditý se ve vodě rozpouští velmi málo, ale je snadno rozpustný ve zředěných kyselinách. Fluorid inditý se redukuje na téměř čistý fluorid indno-inditý pod velmi pomalým proudem vodíku za 300 °C a na kovové indium pod rychlým proudem vodíku.
Struktura fluoridu inditého je romboedrická, podobná struktuře fluoridu rhoditého s prostorovou grupou R3c (číslo 167) (a = 5,4103 Å, c = 14,3775 Å). Každé z center je oktaedrické.

## Využití
Fluorid inditý se využívá při přípravě neoxidových skel. Používá se také jako katalyzátor adice trimethylsilylkyanidu na aldehydy za vzniku kyanhydrinů.